# 並木法子
並木法子（日语：並木 のり子，1972年6月19日—），日本女性配音員。出身於長野縣下伊那郡松川町。身高150cm。A型血。

## 簡介
現為自由身，以前經歷arck production、ntb planning、PONTE（2017年7月1日～2019年6月30日）。代代木動畫學院畢業。

## 人物
與鈴木真仁是代代木動畫學院時期的友人。
早年父母反對她當從事配音工作，後來成功說服父母，在哭泣中得到了許可。
2008年9月，成立了生態組合，以易於理解的方式將信息從兒童傳達給成人。另外也作為生態組合的領導人活躍。進行環保和全球環境展開以主要購物中心為中心的家庭友好活動。
作為生態組合，不只擔任埼玉應援團 （页面存档备份，存于）的成員。然後2010年11月28日，擔任長野縣松川町的松川町環境大使 （页面存档备份，存于） （页面存档备份，存于）。2011年10月16日，擔任長野縣松川町的松川町宣傳大使 （页面存档备份，存于）。2012年4月2日，擔任埼玉縣蓮田市的蓮田宣傳大使 （页面存档备份，存于）及健康大使 （页面存档备份，存于）。2013年10月1日，擔任廣島縣三原市的三原市家鄉大使 （页面存档备份，存于）。2014年12月23日，擔任埼玉縣的彩之國捐血特命大使。
興趣、特長：三點倒立、聲音模仿。

## 演出
粗體字表示主要角色。

### 電視動畫
1994年
- 小紅帽恰恰（小鈴）
- 麵包超人（アース、〈第3代〉）

1995年
- 愛天使傳說（女學生）
- 守護天使莉莉佳（米米娜）

1996年
- 烏龍派出所（1996年－2003年，、兩津千代子、深田明日子、角田大介、佐佐木洋子、凱瑟琳·富士 等）
- 花樣男子（葵麗〈小時候〉、俱樂部女子、女學生B）
- 水色時代（片倉良子、若葉）
- 浪客劍心（小麻雀）

1997年
- 呱呱響叮噹（日语：ケロケロちゃいむ）（莉普）

1999年
- 神八劍傳（日语：神八剣伝）
- HUNTER×HUNTER (1999年版)（瑪奇[10]）
- 徽章戰士（[11]、神秘女性）

2000年
- 網路安琪兒（小孩）
- 咕嚕咕嚕魔法陣 心跳♡傳說（蕾比亞）
- 哈姆俱樂部（日语：ハムスター倶楽部）（優子、[12]）
- 仙魔大戰2000（日语：ビックリマン2000）
- 無力君（日语：へろへろくん）
- 遊☆戲☆王 怪獸之決鬥（御伽少女1）

2001年
- 仰天人間（日语：仰天人間バトシーラー）（卡倫娜）
- 宇宙戰士零（日语：コスモウォーリアー零）（修德姆、女孩子、小孩）
- 網球王子（芝砂織、不二裕太〈幼少時期〉、電梯小姐芝小姐）
- 戀愛占卜師（美紀老師）

2002年
- 真·女神轉生 惡魔之子 光之書&闇之書（茱蒂）
- 尋找滿月（偶像）
- 哨聲響起（杉原多紀）

2003年
- 我要上太空（吉田老師、男孩子B、主婦C、女子A、學生2、導師）
- （小me）

2004年
- 御行者 AMDRIVER（日语：Get Ride! アムドライバー）（凱西·莫爾頓[13]）
- （大、南、七海、美伊奈、奈美）
- 仙境傳說 THE ANIMATION（耦合器服務）

2005年
- 韋駄天翔（理香）
- 我愛美樂蒂（燕子花葵）
- 極速方程式（鈴木茂波的母親）
- 魔界女王候補生（ばあや）
- 絕對少年（逢澤步〈小時候〉、女性旁白）

2006年
- 我愛美樂蒂：轉轉旋律魔法牌（燕子花葵）
- 銀河天使2（布拉德姐姐、少女）
- 人造昆蟲KABUTOBORG V×V（美人秘書）
- 內閣權力犯罪強制取締官 財前丈太郎（日语：内閣権力犯罪強制取締官 財前丈太郎）（櫻井佐和子、內山深雪）
- 魔法美少女（黑須由利[14]、足球社社員、女子排球社社員、桌球社社員）
- 守護！蘿莉波普（日语：まもって!ロリポップ）（佛魯迪[15]）
- 水色時代（片倉、天氣預報大姊姊、女學生、同學）
- 遊☆戲☆王 怪獸之決鬥GX（琳德）

2007年
- 我愛美樂蒂：輕鬆舒暢♪（自由女神、瑪莉·奈特）
- 神聖十月（菲麗納）
- 瀨戶的花嫁（滿潮永澄的母親[16]）
- 天才？哈馬克斯博士（日语：天才? Dr.ハマックス）（繪里子）

2008年
- 威爾貝魯物語 ～威爾貝魯的姐妹～ 第二幕（凱拉·芬奇）
- GUNSLINGER GIRL -IL TEATRINO-（布魯諾的妻子）
- 戀姬†無雙（姐姐）
- 純情羅曼史（2008年－2015年，相川繪理[17][18]）3系列
- 天體戰士桑雷德（2008年－2009年，、佐知子、大嬸B、小孩、 等）2系列
- 火箭！帶我們去月球 新·月世界之旅（日语：Rocket! ぼくらを月につれてって 新・月世界旅行）（[19]、奧達）

2009年
- 料理偶像（卡布麗拉[20]）
- 獸之奏者（奈美、傑西）

2014年
- HAMATORA -超能偵探社-（美濃羽）

### 電影動畫
1997年
- 浪客劍心：給維新志士的安魂曲（小麻雀）

2005年
- 劇場版 網球王子：跡部的禮物 獻給你的網王祭（芝砂織[21]）

2006年
- 劇場版 動物森友會（粒狸[22]）

### OVA
1999年
- 浪客劍心 追憶篇（小茜）

2002年
- HUNTER×HUNTER (1999年版)（瑪奇）

2006年
- 網球王子 Original Video Animation 全國大賽篇（芝砂織）

2008年
- 瀨戶的花嫁OVA（滿潮永澄的母親）

### 網路動畫
- （2007年，艾莉、奧達）
- 企鵝美眉（2008年，海老老師）

### 遊戲
1995年
1997年
- 超時空要塞 數位任務 VF-X（日语：マクロス デジタルミッション VF-X）（芙莉吉兒）
- 浪客劍心 十勇士陰謀篇

2003年
- 網球王子SWEAT & TEARS 2（日语：テニスの王子様SWEAT & TEARS 2）（吉川美）
- 魔法氣泡Fever（日语：ぷよぷよフィーバー）（菈菲娜、莉締爾、歐尼翁／鬼洋蔥）

2004年
- THE 裁判（健次郎、杉坂螢子）
- 網球王子 RUSH & DREAM！（日语：テニスの王子様 (ゲーム)）（吉川美）

2005年
- 魔法氣泡Fever 2（日语：ぷよぷよフィーバー2）（菈菲娜、莉締爾、歐尼翁／鬼洋蔥、洋蔥子）

2006年
- 魔法氣泡！15週年紀念版（日语：ぷよぷよ! Puyopuyo 15th anniversary）（菈菲娜、莉締爾、歐尼翁／鬼洋蔥、洋蔥子）

2007年
- 魔法美少女 Fan disc 剪刀石頭布是認真的嗎？（黑須由利）

2009年
- 魔法氣泡7（日语：ぷよぷよ7）（菈菲娜）
- 遊☆戲☆王5D's 雙重戰力4（日语：遊☆戯☆王ファイブディーズ タッグフォース4）（一般角色）

2010年
- 遊☆戲☆王5D's 雙重戰力5（日语：遊☆戯☆王ファイブディーズ タッグフォース5）（一般角色）

2011年
- 魔法氣泡!! 20週年紀念版（日语：ぷよぷよ!! Puyopuyo 20th anniversary）（菈菲娜、莉締爾、歐尼翁／鬼洋蔥、洋蔥子）
- 遊☆戲☆王5D's 雙重戰力6（日语：遊☆戯☆王ファイブディーズ タッグフォース6）（一般角色）

2013年
- 魔法氣泡!! Quest（日语：ぷよぷよ!!クエスト）（2013～2019，莉締爾、菈菲娜[23]、歐尼翁／鬼洋蔥[24]）

2014年
- 魔法氣泡俄羅斯方塊（日语：ぷよぷよテトリス）（菈菲娜、莉締爾、歐尼翁／鬼洋蔥、洋蔥子）

2016年
- 魔法氣泡編年史（日语：ぷよぷよクロニクル）（菈菲娜、莉締爾）

2018年
- 絕體絕命都市4 Plus -夏日回憶-（富田佳苗）

2019年
- 火焰之紋章 風花雪月（拉蒂絲拉瓦）

2020年
- 魔法氣泡俄羅斯方塊2（日语：ぷよぷよテトリス）（菈菲娜、莉締爾[25]）

2022年
- SEGA線上麻雀MJ（日语：セガNET麻雀 MJ）（菈菲娜）

### 廣播劇CD
- 幻想世界英雄列傳 Fair Plays（日语：幻想世界英雄烈伝 フェアプレイズ）（齊木陽太）
- 純情羅曼史（相川繪理）
- 賞金戰士（日语：バウンティソード・ファースト）外傳 鋼鐵之龍（洛貝莉亞）
- Life（にゃんたぶぅ）
- 遼子老師的診療室 ～對陷入困境羔羊的愛之鞭～

### 外語配音

#### 電影／動畫
| 作品年份 | 作品名稱   | 配演角色        | 演員                   | 媒介      |
| -------- | ---------- | --------------- | ---------------------- | --------- |
| 1953     | 原野奇俠   | 瑪麗安·史塔瑞特 | 珍·亞瑟                | PDDVD版本 |
| 1994     | 一窩小屁蛋 | 達拉            | 布蘭特妮·阿什頓·霍姆斯 | VHS版本   |
| 1996     | 塞萊斯蒂娜 | 艾莉西亞        | 肯黛拉·珮娜            | DVD版本   |
| 1991     | 淘氣小兵兵 | 蘇西·卡邁克爾   | 克莉·桑默              | NHK BS2版 |

### 廣播節目
- JFN 
- 青春電台

### 其它
- 發現微笑毛犬（日语：笑う犬#笑う犬の発見 Go with flow!）（哈姆衛門的主題歌曲）
- e解說 舞子的Shade教室（舞子老師）
- 與媽媽同樂（日语：おかあさんといっしょに） 精選歌曲2 KS CREATE
- 角子機 Spy Girl（比庫什亞、利昂、泰迪）

### 舞台
- （2020年7月10日-11日，新宿角座（日语：新宿角座））－千翼老師

## 音樂作品

### 專輯
| 枚數 | 發行日期      | 專輯名稱（日文名稱） | 規格編號 |
| ---- | ------------- | -------------------- | -------- |
| 1st  | 2004年7月15日 | i                    |          |
| 2nd  | 2007年1月24日 | Natural（ナチュラル）          |          |

### 角色歌曲
| 發行日期 | 標題                                                                          | 名義 | 曲名         | 備註                                      |
| 1997年   | 1997年                                                                        | 1997年 | 1997年       | 1997年                                    |
| -------- | ----------------------------------------------------------------------------- | --- | ------------ | ----------------------------------------- |
| 3月21日  | 超時空要塞 數位任務 VF-X 原聲音樂                                             | MILKY DOLLS | 「Only You」 | 遊戲《超時空要塞 數位任務 VF-X》相關歌曲  |
| 3月21日  | 超時空要塞 數位任務 VF-X 原聲音樂                                             | MILKY DOLLS | 「」         | 遊戲《超時空要塞 數位任務 VF-X》相關歌曲  |
| 2001年   | 「幻想世界英雄列傳 Fair Plays」 單行本第1冊購入者應募者全員服務品「太陽之歌」 | 齊木陽太（並木法子）、波布（望月久代）、月島数騎（鈴木真仁）、琴井奏（水樹奈奈）、皇志乃武（田中理惠）、木佐谷（那須惠） | 「」         | 《幻想世界英雄列傳 Fair Plays》片頭主題曲 |
| 2001年   | 「幻想世界英雄列傳 Fair Plays」 單行本第1冊購入者應募者全員服務品「太陽之歌」 | 齊木陽太（並木法子）、波布（望月久代）、月島数騎（鈴木真仁）、琴井奏（水樹奈奈）、皇志乃武（田中理惠）、木佐谷（那須惠） | 「」         | 《幻想世界英雄列傳 Fair Plays》片尾主題曲 |

- （並木法子 & 楠田敏之（日语：楠田敏之）名義）
- 小紅帽恰恰 片尾主題曲 歡迎來到魔法學園（1995年3月16日）
- Happy Christmas（1995年12月21日）並木法子 & 鈴木真仁名義
- （2000年2月4日）

## 腳註

## 外部連結
- （日語）－並木法子的官方個人部落格。
- 並木法子的X（前Twitter） （日語）
- ntb planning所屬期間的聲優簡介，存于 （日語）
- PONTE所屬期間的聲優簡介，存于 （日語）
- （日語）－WEB THE TELEVISION（日语：ザテレビジョン）
- 並木法子 （页面存档备份，存于） （日語）－SEIGURA web
- （日語）
- 並木法子 （页面存档备份，存于） （日語）－KINENOTE
- 並木法子 （页面存档备份，存于） （日語）－oricon
- 並木法子 （页面存档备份，存于） （日語）－Movie Walker（日语：Movie Walker）
- 並木法子 （页面存档备份，存于） （日語）－電影.com（日语：映画.com）
- 並木法子 （页面存档备份，存于）（日語）－allcinema（日语：allcinema）
- 並木法子 （页面存档备份，存于） （日語）－日本電影資料庫